# Алеко (пещера)
Вижте пояснителната страница за други значения на Алеко.
Алеко е пропастна пещера в Пирин, на територията на Националния парк „Пирин“. По-рано е означавана като „Пещерен рудник 5-6“.
Намира се на 1700 m надморска височина в близост до връх Шаралия (на 300 m северозападно под него), в Синанишкия дял на Пирин. Общата ѝ дължина е 547 m, денивелацията е 132 m. Представлява низходяща разклонена пропастна пещера в протерозойски мрамори. Има два входа, разположени близо, на 11 метра един над друг. Част от галериите са минни изработки.
Проучвана е в периода от февруари 1978 до май 1985 година от пещерния клуб към Туристическо дружество „Алеко Константинов“ (София). Първите, достигнали дъното, са Я.Божинов, С. Цонев и Хр. Илиев на 26 май 1978 година. Картирана е от К. Бонев, Д. Вангелов и С. Иванов от клубната експедиция „Пирин-85“.